# Argyractis nigrifusalis
Argyractis nigrifusalis là một loài bướm đêm trong họ Crambidae.